# Шамбон, Эмиль
Эми́ль Франсуа́ Шамбо́н (фр. Emile François Chambon) — швейцарский художник и мастер по гравюре, родился 10 января 1905 года в Женеве и умер 28 октября 1993 в Коллонж-Бельрив.

## Биография

### Юность (1905-1928)
Эмиль родился в семье Эмиля-Иосифа и Жозефины Шамбон, урождённой Коппье. Три года спустя родилась его сестра, Джулия Матильда Шамбон, которая в течение всей своей жизни будет помогать своему брату.
Осенью 1921 года, Эмиль поступает в женевскую Школу Художественных Искусств. С этим были связаны определенные трудности, так как администрация школы считала, что его семья недостаточно обеспечена, чтобы позволить ему построить карьеру художника.
Свою первую государственную стипендию Эмиль получил в 1921 году,  что позволило ему поехать в Париж вместе со своим отцом. В этом путешествии осуществилось его первое знакомство с художниками-кубистами.
С 1925 по 1928 год он работает с художником Жаном-Луи Гампером, другом Роже де ля Фресне. Он помогает ему в  мастерской и вместе с ним расписывает церковь Корсье в Женеве.

### Расцвет (1928-1950)
В 1928 году, получив вторую государственную стипендию,  Шамбон снова едет в Париж. В этот раз он остается там на 10 недель и открывает для себя Лувр, где пишет многочисленные копии с картин. Однако, в связи с финансовыми трудностями, он вынужден сократить своё пребывание в Париже. Он оставляет своих друзей Шове и Ван Берхема, с которыми приехал, и возвращается в Женеву.
В феврале 1931 в рамках движения «Смысл существования» он принимает участие в создании группы  «Присутствие», которая характеризует себя как «группировка искусства и философии». Под руководством Жильбера Тролье и Жана Декулайя Шамбон работает в редакции журнала, где постепенно он сближается с Ферраре, который представляет его парижскому литературному деятелю Макс Жакоб. Ферраре горячо поддерживает Шамбона и числится в рядах его первых безоговорочных почитателей.
В конце 30х годов Эмиль Шамбон достигает расцвета своей карьеры, он практически удваивает  количество своих картин в сравнении с началом десятилетия и не сбавляет этот темп вплоть до конца 1960-х годов.

### Зрелость (1950-1979)
С начала 1950-х годов, слухи о картинах художника расходятся по всей Швейцарии; он участвует во многих значимых выставках, преимущественно  в немецкой части страны, где его картины чаще всего представляет довольно четко определенную тематику. Имя Шамбона с завидным постоянством фигурирует в иностранных художественных галереях, преимущественно в Париже, где он трижды выставляется на Салоне свободного искусства в Токийском Дворце.
Первая книга о Шамбоне, написанная Эдуардом Мюллер-Муром, публикуется в 1957 году издательством Кайе и появляется в коллекции «Художники и скульпторы, вчера и сегодня». Это ещё больше укрепляет репутацию художника.
В 1961 в Женеве, через их общего друга Жана-Луи Матье, Шамбон знакомится с писательницей Луизой Вильморан, которая тотчас же проникается чувством восхищения к его картинам и глубокой дружбой к нему самому. По её предложению 10 мая 1962 года в Париже проходит большая выставка Шамбона в галерее Мотте. Ей же принадлежит хвалебное предисловие к каталогу его картин.
В 1965 году участие в выставке « Künstler, Sammler » («Художники, коллекция») в Художественной галерее города Арау, а также в представлении коллекций швейцарских художников под названием « Pittura contemporanea svizzera » («Современная швейцарская живопись») в городе Олмо на Комо (озеро) увековечивают имя художника и его коллекцию.
Последняя большая выставка работ художника за весь период творчества организована в Музее Рат в 1966. Его работы – общий взгляд на его коллекции – снова  производят восторженное впечатление у публики, а критики и искусствоведы единодушно хвалят преемственность и постоянство его утонченного стиля и особенно отмечают изящность его цветовых решений.
В январе 1969 Луиза Вильморан ещё раз приезжает в Женеву. Семья Шамбон приглашена в деревню Коллонж к князю Садруддин Ага-хан. Эта встреча с Эмилем стала последней для писательницы, которая умерла в декабре того же года.
Начиная с 1977 года Шамбон пишет все меньше и меньше, он посвящает себя в основном рисункам карандашом. С возрастом у него начинаются проблемы со здоровьем, из-за которых к его большому сожалению, он не может присутствовать на открытии большой выставки художника Гюстав Курбе, организованной в музее Орнан по случаю сотой годовщины со дня его смерти. 2 месяца спустя он все-таки посещает выставку вместе со своей сестрой и на обратном пути посещает королевские солеварни в Арк-и-Сенан.

### Наследие (1979-1993)
В последние годы жизни Шамбон размышляет в основном об увековечивании своего художественного наследия. В феврале 1980 он встречается с директором будущего музея Каруж и предлагает ему принять в дар его картины.
Через два года художник дарит музею восемь своих известных картин. Ещё через некоторое время, в октябре 1981, он передает большую часть своих коллекций – около 800 картин живописи стран Африки и Океании в Этнографический музей Женевы.
В ноябре 1983 года городские власти и сам Шамбон договариваются о деталях перемещения в музей произведений искусства. Однако переговоры не ладятся, что беспокоит художника, которому уже два года назад пообещали выделить зал для его шедевров. К счастью, в марте 1984 года,  благодаря вмешательству историка и искусстоведа Жана-Мари Маркиза, решение было найдено. В то же время Эмиль Шамбон работает над изданием своей книги, в которой он хочет  описать некоторые самые  примечательные из своих произведения и напечать их фотографии. Книга выходит в свет в 1984 году в издательстве Скира.
Владелец парижской галереи, Алан Блондель, наносит визит в мастерскую Шамбона и уговаривает его устроить выставку в следующем году, в мае 1985 года. В этот период Шамбон пишет не очень интенсивно, но уделяет много времени анализу и экспертизе полотен Густава Курбе.
Несмотря на открытый Шамбоном тремя годами ранее зал в Музее Каружа, художник сомневается и угрожает забрать подаренные картины, наследственный договор о которых подошёл бы к концу в 1987 году. Потребовалось посредничество Жана-Поля Сантони и Жана-Мари Маркиза, чтобы успокоить его и уговорить оставить картины музею для выставки. Прерванный процесс создания «Музея Шамбона» останется самым большим разочарованием в жизни художника.
Фонд Эмиля Шамбона открыт 4 сентября 1995 года, два года спустя после его смерти.

## Подборка картин
- «Белая блузка», 1926, Музей истории и искусстова, Фрибур
- «Художник и его модель», 1934, Музей истории и искусстова, Фрибур
- «Захват флага «Национального фронта» полицией Леона Николя, 1 июня 1935», 1935, Музей истории и искусстова, Женева
- «Похороны первого класса», 1938, Цюрих, Цюрихская художественная галерея
- «Женщина за туалетом (Восточная)», 1941,  Музей истории и искусстова, Невшатель
- «Вода, Газ и Электричество», 1943, Индустриальные службы Женевы, фабрика Вербуа (Женева)
- «Дом пастора», 1945,  Музей истории и искусстова, Женева
- «Благотворительность», 1946, Витромузей, Ромон
- «Камин», 1948-1964, Кантональный музей искусств, Лозанна
- «Гостиная в Колони», 1948-1964,  Музей истории и искусстова, Женева
- «Молодая девушка в нарциссах», 1949, Винтертур, Музей искусства Винтертура
- «Разговор (пара)», 1950, Галерея Примавера, Нью-Йорк
- «Кошмар», 1950, Галерея Примавера, Нью-Йорк
- «В чести Курбе», 1952, Арауская галерея художеств, Арау
- «Открытость», 1956, Галерея Примавера, Нью-Йорк
- «Справедливость», 1957, вышивка на картоне, кантональный фонд современного искусства, Женева
- «Молодая девушка и чайки (Марина Дориаль)», 1957-1961, Музей Каружа
- «Арфа Судана», 1960, Арауская галерея художеств, Арау
- «Пигмалион», 1961,  Музей истории и искусстова, Женева
- «Психея и Амур», 1962,  Музей истории и искусстова, Женева
- «Молодая девушка в задумчивости», 1966,  кантональный фонд современного искусства, Женева